# Ctenucha lutea
Ctenucha lutea là một loài bướm đêm thuộc phân họ Arctiinae, họ Erebidae.